# فريتز هاهنه
فريتز هاهنه (بالألمانية: Fritz Hahne)‏ هو رائد أعمال ألماني، ولد في 15 أبريل 1920، وتوفي في 28 يونيو 2008.